# HardBall 5
HardBall 5 is een computerspel dat werd ontwikkeld door MindSpan en werd uitgegeven door Accolade. Het spel kwam in 1995 uit voor DOS en de Sega Mega Drive. Een jaar later volgde een release voor de PlayStation. Met het sportspel kan de speler honkbal spelen. Het spel is een verbeterde versie van Hardball 4. De graphics zijn verbeterd er is meer commentaar van Al Michaels en het spel bevat meer echte namen. Het spel kan ook door twee spelers gespeeld worden.

## Platforms
| Jaar | Platform             |
| ---- | -------------------- |
| 1995 | DOS, Sega Mega Drive |
| 1996 | PlayStation          |

## Ontvangst
| Beoordeeld door                      | Platform        | Datum            | Score |
| ------------------------------------ | --------------- | ---------------- | ----- |
| Game Zero                            | DOS             | 1995             | 92%   |
| GamePro (USA)                        | Sega Mega Drive | september 1995   | 90%   |
| Ultimate Gamer Magazine              | DOS             | januari 1996     | 80%   |
| World Village (Gamer's Zone)         | DOS             | 1996             | 80%   |
| Power Play                           | DOS             | februari 1996    | 76%   |
| Video Games & Computer Entertainment | Sega Mega Drive | juli 1995        | 70%   |
| Game Players                         | PlayStation     | juni 1996        | 66%   |
| Video Games & Computer Entertainment | PlayStation     | juni 1996        | 60%   |
| GamePro (USA)                        | PlayStation     | juni 1996        | 50%   |
| IGN                                  | PlayStation     | 25 november 1996 | 40%   |